# Résolution 1298 du Conseil de sécurité des Nations unies
Membres permanents
- Chine
- États-Unis
- France
- Royaume-Uni
- Russie

Membres non permanents
- Argentine
- Bangladesh
- Canada
- Jamaïque
- Malaisie
- Mali
- Namibie
- Pays-Bas
- Tunisie
- Ukraine

Résolution no 1297 Résolution no 1299
La résolution 1298 du Conseil de sécurité des Nations Unies, adoptée à l'unanimité le 17 mai 2000, après avoir réaffirmé les résolutions 1177 (1998), 1226 (1999), 1227 (1999) et 1297 (2000) sur le conflit entre l'Érythrée et l'Éthiopie, a condamné la poursuite des hostilités et imposé un embargo sur les armes aux deux pays. 
Le Conseil de sécurité a rappelé la demande faite à tous les États de mettre fin aux ventes d’armes à l’Éthiopie et à l’Érythrée dans la résolution 1227 (1999). Il a déploré les combats en cours entre les deux pays et a regretté que toutes les ressources de ces pays aient été détournées vers le conflit, ce qui a eu un effet négatif sur les efforts visant à résoudre la crise alimentaire actuelle. Une solution pacifique était nécessaire et les premières discussions sous les auspices de l’Organisation de l’unité africaine (OUA) venaient de s’achever. Dans le même temps, le Conseil a déterminé que la situation constituait une menace pour la paix et la sécurité dans la région. 
Agissant en vertu du Chapitre VII de la Charte des Nations Unies, les combats entre l’Éthiopie et l’Érythrée ont été fermement condamnés et le Conseil de sécurité a exigé que les deux parties se retirent et reprennent les pourparlers dès que possible. Tous les pays ont été empêchés de vendre des armes, des munitions et toute assistance technique ou formation connexe à l’Érythrée et à l’Éthiopie. Seuls les équipements militaires non létaux destinés à un usage humanitaire ont été exclus de l’embargo sur les armes. Le Conseil se dote d'un organe subsidiaire, un Comité des sanctions, pour surveiller le respect de l’embargo, améliorer son efficacité, enquêter sur les violations et déterminer les cas à exclure de ses dispositions. Tous les pays devaient rendre compte dans un délai de 30 jours des mesures qu’ils avaient prises pour mettre en œuvre ces mesures, qui s’appliqueraient pendant une période de 12 mois.
Enfin, le Secrétaire général Kofi Annan a été prié de faire rapport dans les 15 jours, puis tous les 60 jours, sur la mise en œuvre de la résolution. Le Conseil a déclaré que l’embargo serait levé si un règlement pacifique du conflit était conclu.
L'efficacité de l'embargo sur les armes a été remise en question par des diplomates qui ont rappelé que les deux pays disposaient de stocks d'armes et de munitions suffisants pour tenir l'année.

## Voir également
- Guerre entre l'Érythrée et l'Éthiopie
- Mission des Nations unies en Éthiopie et en Érythrée
- Liste des résolutions du Conseil de sécurité des Nations unies sur l'Éthiopie
- Liste des résolutions du Conseil de sécurité des Nations unies sur l'Érythrée
- Sanctions internationales